# アル・ピトレリ
アル・ピトレリ（Al Pitrelli、1962年9月26日 - ）は、アメリカ合衆国出身のロックミュージシャン、ギタリスト。
主にHR/HMの分野で活躍し、著名なバンドでは「エイジア」「サヴァタージ」「メガデス」などに在籍。スタジオミュージシャンとしての側面もあり、様々なプロジェクトで活動した実績をもつ。

## 略歴
ニューヨーク市出身。バークリー音楽大学中退後、セッションミュージシャンとして音楽活動を開始し、マンハッタンでギターのレッスンの講師として働きながら生計を立てていた。その後、マイケル・ボルトンのサポートを務めたのを機に、様々なアーティストのサポートを中心に本格的に音楽活動を開始する。1989年から1991年までアリス・クーパーのバックバンドに在籍。1992年より「エイジア」に加入し、正式メンバーとして1994年まで在籍し、『Aqua』の収録にも参加した。元トゥイステッド・シスターのヴォーカリスト、ディー・スナイダーのバンド、ウィドウメーカーでも並行して活動。
その後、交通事故で死去したクリス・オリヴァの後任として加入したアレックス・スコルニックの脱退に伴い、クリス・キャファリーと共に「サヴァタージ」に加入する。またアルとは長年親しいポール・オニールが立ち上げたバンドであるトランス・シベリアン・オーケストラにも参加した。
2000年、デイヴ・ムステインの誘いを受けて、脱退したマーティ・フリードマンの後釜として「メガデス」に加入し、サヴァタージを脱退する。その後、同バンドのアルバム『ワールド・ニーズ・ア・ヒーロー』のレコーディングにも参加したが、デイヴの肘の故障によりバンドが活動停止に追い込まれた。
その後は、「ジョー・リン・ターナー」「セバスチャン・バック」「TSO」など、HR/HMのみならずポップ・ミュージック、フュージョン、アダルト・コンテンポラリーなど、あらゆるジャンルの様々なアーティストやバンドのサポート活動をしている。
2014年、本格的に活動を再開することになった「サヴァタージ」に復帰した。

## 使用機材
ギター楽器はこれまで、「ギブソン・エクスプローラー」「ギブソン・SG」「フェンダー・ストラトキャスター」「ギブソン・EDS-1275」などのカスタムモデルを使用。近年は、希少だったアンペグ製「ダン・アームストロング」のリイシュー・モデルを扱っている。

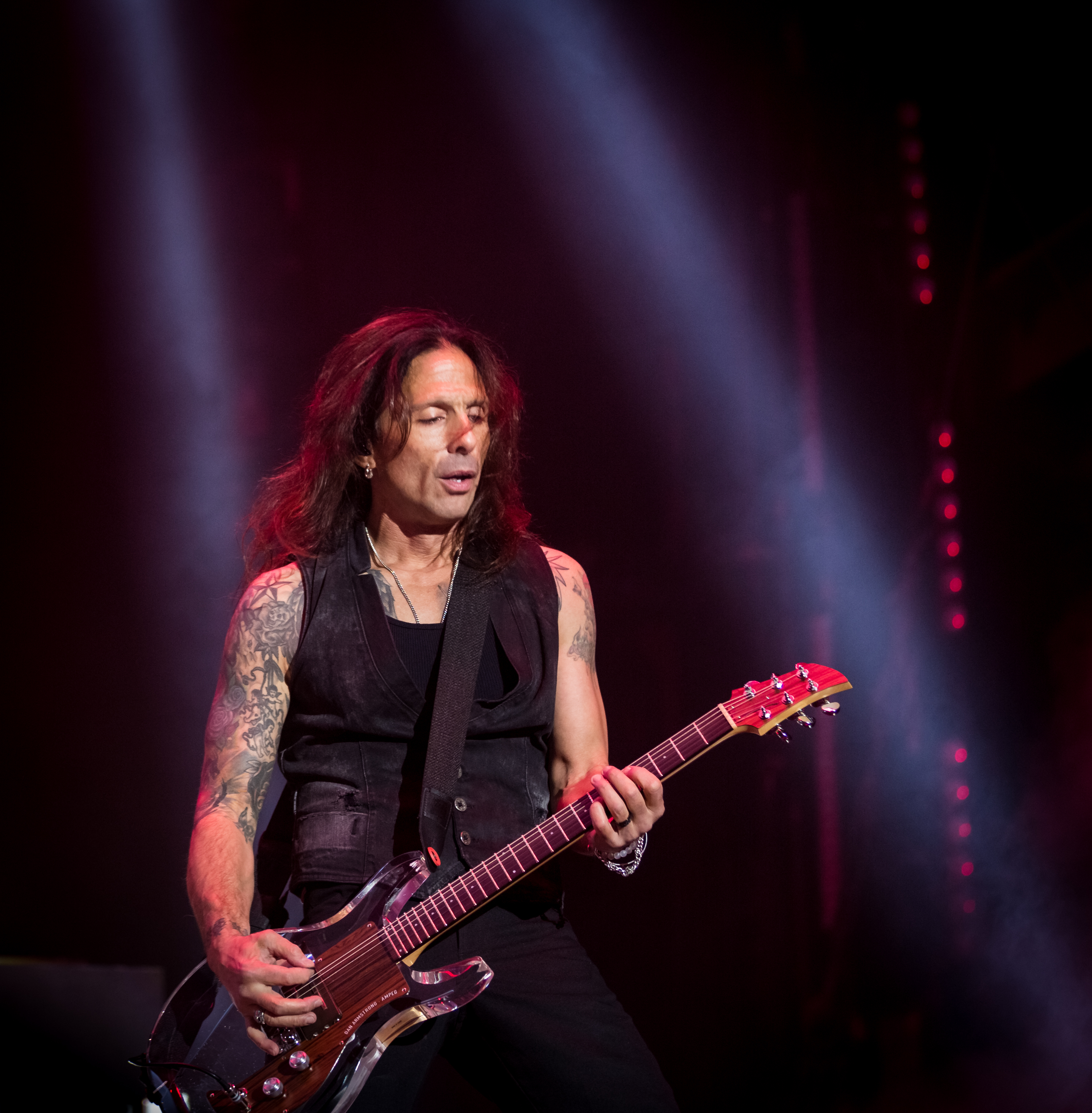
アンペグ製「ダン・アームストロング」2015年

## ディスコグラフィ

### ソロ / プロジェクト
コーヴェン/ピトレリ/オライリー（CPR）
- Sammy Says Ouch! (1990)
- CPR (1992)

プレイス・コールド・レイジ
- Place Called Rage (1995年)

O'2L
- O'2L (2001)
- Doyle's Brunch (2005)
- Eat A Pickle (2007)

### 参加作品
デンジャー・デンジャー
- Rare Cuts (2003年) - 1987・88年録音部分

ランディー・コーヴェン
- Funk Me Tender (1989)

ダニー・オズモンド
- Eyes Don't Lie（1990）- 同アルバムの収録曲、Just Between You And Meに参加

アリス・クーパー
- 『クラシックス』Classicks (1995年) - 1989年ライブ音源部分

ウィドウ・メーカー
- Blood and Bullets (1992)
- Stand by for Pain (1994)

エイジア
- 『アクア』Aqua (1992年)
- 『天空のアリア』Aria (1994年)

トニー・ハーネル and モーニングウッド
- Morning Wood (1994)

サヴァタージ
- 『デッド・ウィンター・デッド』Dead Winter Dead (1995年)
- 『ウェイク・オブ・マゼラン』The Wake of Magellan (1997年)
- 『ポエッツ・アンド・マッドメン』Poets and Madmen (2001年)

ヴァーテックス
- Vertex (1996)

トランス・シベリアン・オーケストラ
- Christmas Eve and Other Stories (1996)
- The Christmas Attic (1998)
- Beethoven's Last Night (2000)
- The Lost Christmas Eve (2004)
- Different Wings (2004)[7]
- Night Castle (2009)
- Letters From The Labyrinth (2015)

メガデス
- 『キャピトル・パニッシュメント 〜ザ・メガデス・イヤーズ〜』Capitol Punishment: The Megadeth Years (2000)
- 『ワールド・ニーズ・ア・ヒーロー』The World Needs a Hero (2001)
- 『ルード・アウェイクニング』Rude Awakening (2002) - ライブ音源
- 『スティル・アライヴ…アンド・ウェル？』Still Alive... and Well? (2002) - コンピレーション盤
- 『狂乱の歴史〜グレイテスト・ヒッツ』Greatest Hits: Back to the Start (2005) - コンピレーション盤
- 『アンソロジー：セット・ザ・ワールド・アファイア』Anthology: Set the World Afire (2008) - コンピレーション盤

ホットショット
- The Bomb (2005)

モジョ・ブラザーズ
- Mojo Brothers (1995)